# Front of the Class
Front of the Class (Al frente de la clase en español) es una película de 2008, basada en el libro de Brad Cohen Front Of The Class: How Tourette Syndrome Made Me the Teacher I Never Had?. Relata la historia verídica del autor, un joven con Síndrome de Tourette que quiere ser maestro.

## Sinopsis
"Al frente de la Clase" , está basada en la vida de Brad Cohen, un joven que padece el síndrome de Tourette, una enfermedad que se caracteriza por la realización de ciertos ruidos y tics que produce con el cuerpo, ambos incontrolables .
La película comienza con un Brad adulto que decide presentarse en una escuela tras haber sido rechazado en otras veinticinco escuelas. Asiste con su currículum para tomar el puesto de maestro de Educación Primaria. Brad recuerda cómo fue su vida de joven y como ha tenido que "padecerla". Cuando era niño no tenía amigos y tuvo que cambiarse de colegio; una vez en ese colegio se encuentra con un director que  ayuda a que sus compañeros aprendan a tolerar y aceptar su condición.
Finalmente es contratado para enseñar en segundo grado, y los alumnos deberán convivir con todo lo que implica su enfermedad.

## Reparto
1. Jimmy Wolk es Brad Cohen.
2. Treat Williams es Norman Cohen.
3. Patricia Heaton es Ellen Cohen.
4. Johnny Pacar es Jeff Cohen.
5. Dominic Scott Kay es Brad de joven.
6. Charles Henry Wyson es Jeff de joven.
7. Sarah Drew es Nancy Lazarus.
8. Katherine Shepler es Heather

## Realización
Se filmó en Shreveport, Louisiana, Estados Unidos. En ese país se estrenó dentro de una serie llamada Hallmark Hall of Fame. En el resto de los países se estrenó como película.
En Latinoamérica es transmitida eventualmente por Studio Universal.